# Zoanthus pulchellus
Zoanthus pulchellus är en korallart som beskrevs av Duchassaing och Giovanni Michelotti 1860. Zoanthus pulchellus ingår i släktet Zoanthus och familjen Zoanthidae. Inga underarter finns listade i Catalogue of Life.